# Циклічне число

Циклічне число 142857, помножене на числа від 1 до 6

Циклічне число — ціле число, циклічні перестановки цифр якого є добутками цього числа на послідовні числа. Найвідоміший приклад такого числа — 142857:
{\displaystyle 142857\times 1=142857}
{\displaystyle 142857\times 2=285714}
{\displaystyle 142857\times 3=428571}
{\displaystyle 142857\times 4=571428}
{\displaystyle 142857\times 5=714285}
{\displaystyle 142857\times 6=857142}

## Подробиці
Щоб число було циклічним, вимагається, щоби множення на послідовні числа давало перестановки цифр числа. Так, число 076923 не вважається циклічним, оскільки, хоча всі циклічні перестановки є добутком числа на деякі цілі множники, ці множники не є послідовними цілими числами:
{\displaystyle 076923\times 1=076923}
{\displaystyle 076923\times 3=230769}
{\displaystyle 076923\times 4=307692}
{\displaystyle 076923\times 9=692307}
{\displaystyle 076923\times 10=769230}
{\displaystyle 076923\times 12=923076}
Як правило, виключаються наступні типові випадки:
1. Окремі цифри, наприклад, 5
2. Повторювані цифри, наприклад, 555
3. Повторювані циклічні числа, як-от 142857142857

Якщо в числах не дозволені початкові нулі, то 142857 є єдиним циклічним числом у десятковій системі числення, що визначається необхідною структурою чисел, описаною в наступному розділі. Якщо початкові нулі дозволено, послідовність циклічних чисел починається з:
{\displaystyle {\frac {10^{6}-1}{\mathbf {7} }}=142857} (6 цифр)
{\displaystyle {\frac {10^{16}-1}{\mathbf {17} }}=0588235294117647} (16 цифр)
{\displaystyle {\frac {10^{18}-1}{\mathbf {19} }}=052631578947368421} (18 цифр)
{\displaystyle {\frac {10^{22}-1}{\mathbf {23} }}=0434782608695652173913} (22 цифри)
{\displaystyle {\frac {10^{28}-1}{\mathbf {29} }}=0344827586206896551724137931} (28 цифр)
{\displaystyle {\frac {10^{46}-1}{\mathbf {47} }}=0212765957446808510638297872340425531914893617} (46 цифр)
{\displaystyle {\frac {10^{58}-1}{\mathbf {59} }}=0169491525423728813559322033898305084745762711864406779661} (58 цифр)
{\displaystyle {\frac {10^{60}-1}{\mathbf {61} }}=016393442622950819672131147540983606557377049180327868852459} (60 цифр)
{\displaystyle {\frac {10^{96}-1}{\mathbf {97} }}=010309278350515463917525773195876288659793814432989690721649484536082474226804123711340206185567} (96 цифр)

## Зв'язок із повторюваними десятковими числами
Циклічні числа пов'язані з періодичними десятковими дробами часток одиниці. Циклічне число довжини {\displaystyle L} має десяткове подання {\displaystyle {\frac {1}{L+1}}}.
Навпаки, якщо десятковий період числа {\displaystyle {\frac {1}{p}}} (де {\displaystyle p} просте) дорівнює {\displaystyle p-1}, то цифри представляють циклічне число.
Наприклад: {\displaystyle {\frac {1}{7}}=0.142857\,142857\dots }
Множення цього дробу дає циклічну перестановку:
{\displaystyle {\frac {1}{7}}=0.142857\,142857\dots }
{\displaystyle {\frac {2}{7}}=0.285714\,285714\dots }
{\displaystyle {\frac {3}{7}}=0.428571\,428571\dots }
{\displaystyle {\frac {4}{7}}=0.571428\,571428\dots }
{\displaystyle {\frac {5}{7}}=0.714285\,714285\dots }
{\displaystyle {\frac {6}{7}}=0.857142\,857142\dots }

## Формат циклічних чисел
Використовуючи зв'язок із частками одиниці, можна показати, що циклічні числа мають вигляд частки Ферма {\displaystyle {\frac {b^{p-1}-1}{p}}}, де {\displaystyle b} — основа системи числення (10 для десяткової системи), а {\displaystyle p} — просте, що не ділить {\displaystyle b} (прості числа {\displaystyle p}, що утворюють циклічні числа за основою {\displaystyle b}, називаються повно-повторними простими чи довгими простими за основою {\displaystyle b}).
Наприклад, для {\displaystyle b=10,p=7} дає циклічне число 142857, а для {\displaystyle b=12,p=5} дає циклічне число 2497.
Не всі значення {\displaystyle p} дають циклічні числа згідно з цією формулою. Наприклад, для {\displaystyle b=10,p=13} дає {\displaystyle 076923076923_{10}}, а для {\displaystyle b=12,p=19} дає {\displaystyle 076B45076B45076B45_{12}</sub>}. Ці числа не є циклічними, оскільки складаються з повторюваних послідовностей.
Перші значення {\displaystyle p}, для яких формула дає циклічні числа за десятковою основою ({\displaystyle b=10}) (послідовність A001913 з Онлайн енциклопедії послідовностей цілих чисел, OEIS)
{\displaystyle 7,17,19,23,29,47,59,61,97,109,113,131,149,167,179,181,193,223,229,233,257,263,269,313,337,367,379,383,389,419,433,461,487,491,499,503,509,541,571,577,593,619,647,659,701,709,727,743,811,821,823,857,863,887,937,941,953,971,977,983,\dots }
Для {\displaystyle b=12} (дванадцяткова система) ці значення {\displaystyle p} дорівнюють (послідовність A019340 з Онлайн енциклопедії послідовностей цілих чисел, OEIS)
{\displaystyle 5,7,17,31,41,43,53,67,101,103,113,127,137,139,149,151,163,173,197,223,257,269,281,283,293,317,353,367,379,389,401,449,461,509,523,547,557,569,571,593,607,617,619,631,641,653,691,701,739,751,761,773,787,797,809,821,857,881,929,953,967,977,991,\dots }
Для {\displaystyle b=2} (двійкова система) ці значення {\displaystyle p} дорівнюють (послідовність A001122 з Онлайн енциклопедії послідовностей цілих чисел, OEIS)
{\displaystyle 3,5,11,13,19,29,37,53,59,61,67,83,101,107,131,139,149,163,173,179,181,197,211,227,269,293,317,347,349,373,379,389,419,421,443,461,467,491,509,523,541,547,557,563,587,613,619,653,659,661,677,701,709,757,773,787,797,821,827,829,853,859,877,883,907,941,947,\dots }
Для {\displaystyle b=3} (трійкова система) ці значення {\displaystyle p} дорівнюють (послідовність A019334 з Онлайн енциклопедії послідовностей цілих чисел, OEIS)
{\displaystyle 2,5,7,17,19,29,31,43,53,79,89,101,113,127,137,139,149,163,173,197,199,211,223,233,257,269,281,283,293,317,331,353,379,389,401,449,461,463,487,509,521,557,569,571,593,607,617,631,641,653,677,691,701,739,751,773,797,809,811,821,823,857,859,881,907,929,941,953,977,\dots }
Не існує таких чисел {\displaystyle p} у шістнадцятковій системі.
Відомі схеми таких послідовностей отримуються з алгебраїчної теорії чисел, а саме, ця послідовність є множиною простих {\displaystyle p}, таких що {\displaystyle b} є первісним коренем за модулем {\displaystyle p}.

## Побудова циклічних чисел
Циклічні числа можна отримати наступною процедурою: Нехай {\displaystyle b} — основа системи числення (10 для десяткових чисел)
1. Нехай {\displaystyle p} — просте число, що не є дільником {\displaystyle b}
2. Покладемо {\displaystyle t=0}.
3. Покладемо {\displaystyle r=1}.
4. Покладемо {\displaystyle n=0}.
5. Цикл:
  1. Покладемо {\displaystyle t=t+1}
  2. Покладемо {\displaystyle x=r\times b}
  3. Покладемо {\displaystyle d={\big [}{\frac {x}{p}}{\big ]}}
  4. Покладемо {\displaystyle r=x{\bmod {p}}}
  5. Покладемо {\displaystyle n=n\times b+d}
  6. Якщо {\displaystyle r\neq 1}, переходимо до початку циклу.
6. Якщо {\displaystyle t=p-1}, то {\displaystyle n} є циклічним числом.

Процедура працює шляхом обчислення цифр дробу {\displaystyle {\frac {1}{p}}} за основою {\displaystyle b} за алгоритмом ділення стовпчиком. На кожному кроці {\displaystyle r} є остачею, а {\displaystyle d} є черговою цифрою.
Крок {\displaystyle n=n\times b+d} просто забезпечує додавання цифр числа. Для комп'ютерів, які не мають можливості обчислень із цілими числами дуже великого розміру, ці цифри можна просто надсилати на друк чи додавати іншим способом.
Зауважимо, що при досягненні {\displaystyle t} границі {\displaystyle {\frac {p}{2}}} отримане число повинно бути циклічним і необхідності обчислювати подальші цифри немає.

## Властивості циклічних чисел
Примітка: Нижче нижній індекс означає основу. Так, {\displaystyle 142_{10}} означає число 142 з основою 10, а {\displaystyle 142_{5}} означає число 142 за основою 5 (тобто {\displaystyle 47_{10}}).
- Якщо помножити число на генерувальне просте, отримаємо послідовність цифр «{\displaystyle {base}-1}» (9 у випадку десяткової основи). {\displaystyle 142857_{10}\times 7=999999_{10}}.
- Якщо розбити число на групи цифр (по дві, три, чотири і т. д. цифри), а потім додати отримані числа, отримаємо послідовності дев'яток. {\displaystyle 14+28+57=99}, {\displaystyle 142+857=999}, {\displaystyle 1428+5714+2857=9999} і т. д. (це частковий випадок теореми Міді[ru]).
- Всі циклічні числа діляться на «{\displaystyle {base}-1}» (9 у випадку десяткової основи).

## Скільки циклічних чисел?
Кількість циклічних чисел, які не перевищують {\displaystyle 10^{n}}, для натуральних {\displaystyle n} утворюють послідовність (послідовність A086018 з Онлайн енциклопедії послідовностей цілих чисел, OEIS):
{\displaystyle 1,9,60,467,3617,25883,248881,2165288,19016617\dots }
Було висловлено гіпотезу (поки що не доведену), що існує нескінченна множина циклічних чисел. Згідно з гіпотезою Еміля Артіна, ця послідовність містить 37,395..% простих чисел (для {\displaystyle b} з послідовності A085397; послідовність A085397 з Онлайн енциклопедії послідовностей цілих чисел, OEIS).

## Інші системи числення
Використовуючи вищенаведену техніку, можна знайти циклічні числа в інших системах числення.
У двійковій системі послідовність циклічних чисел починається з: (послідовність A001122 з Онлайн енциклопедії послідовностей цілих чисел, OEIS)
{\displaystyle 11_{2}=3_{10}\to 01_{2}}
{\displaystyle 101_{2}=5_{10}\to 0011_{2}}
{\displaystyle 1011_{2}=11_{10}\to 0001011101_{2}}
{\displaystyle 1101_{2}=13_{10}\to 000100111011_{2}}
{\displaystyle 10011_{2}=19_{10}\to 000011010111100101_{2}}
{\displaystyle 11101_{2}=29_{10}\to 0000100011010011110111001011_{2}}
{\displaystyle 100101_{2}=37_{10}\to 000001101110101100111110010001010011_{2}}
У трійковій системі: (послідовність A019334 з Онлайн енциклопедії послідовностей цілих чисел, OEIS)
{\displaystyle 2_{3}=2_{10}\to 1_{3}}
{\displaystyle 12_{3}=5_{10}\to 0121_{3}}
{\displaystyle 21_{3}=7_{10}\to 010212_{3}}
{\displaystyle 122_{3}=17_{10}\to 0011202122110201_{3}}
{\displaystyle 201_{3}=19_{10}\to 001102100221120122_{3}}
{\displaystyle 1002_{3}=29_{10}\to 0002210102011122200121202111_{3}}
{\displaystyle 1011_{3}=31_{10}\to 000212111221020222010111001202_{3}}
У четвериковій системі циклічних чисел немає.
У п'ятериковій системі: (послідовність A019335 з Онлайн енциклопедії послідовностей цілих чисел, OEIS)
{\displaystyle 2_{5}=2_{10}\to 2_{5}}
{\displaystyle 3_{5}=3_{10}\to 13_{5}}
{\displaystyle 12_{5}=7_{10}\to 032412_{5}}
{\displaystyle 32_{5}=17_{10}\to 0121340243231042_{5}}
{\displaystyle 43_{5}=23_{10}\to 0102041332143424031123_{5}}
{\displaystyle 122_{5}=37_{10}\to 003142122040113342441302322404331102_{5}}
{\displaystyle 133_{5}=43_{10}\to 002423141223434043111442021303221010401333_{5}}
У шістковій системі: (послідовність A167794 з Онлайн енциклопедії послідовностей цілих чисел, OEIS)
{\displaystyle 15_{6}=11_{10}\to 0313452421_{6}}
{\displaystyle 21_{6}=13_{10}\to 024340531215_{6}}
{\displaystyle 25_{6}=17_{10}\to 0204122453514331_{6}}
{\displaystyle 105_{6}=41_{10}\to 0051335412440330234455042201431152253211_{6}}
{\displaystyle 135_{6}=59_{10}\to 0033544402235104134324250301455220111533204514212313052541_{6}}
{\displaystyle 141_{6}=61_{10}\to 003312504044154453014342320220552243051511401102541213235335_{6}}
{\displaystyle 211_{6}=79_{10}\to 002422325434441304033512354102140052450553133230121114251522043201453415503105_{6}}
У сімковій системі: (послідовність A019337 з Онлайн енциклопедії послідовностей цілих чисел, OEIS)
{\displaystyle 2_{7}=2_{10}\to 3_{7}}
{\displaystyle 5_{7}=5_{10}\to 1254_{7}}
{\displaystyle 14_{7}=11_{10}\to 0431162355_{7}}
{\displaystyle 16_{7}=13_{10}\to 035245631421_{7}}
{\displaystyle 23_{7}=17_{10}\to 0261143464055232_{7}}
{\displaystyle 32_{7}=23_{10}\to 0206251134364604155323_{7}}
{\displaystyle 56_{7}=41_{10}\to 0112363262135202250565543034045314644161_{7}}
У вісімковій системі: (послідовність A019338 з Онлайн енциклопедії послідовностей цілих чисел, OEIS)
{\displaystyle 3_{8}=3_{10}\to 25_{8}}
{\displaystyle 5_{8}=5_{10}\to 1463_{8}}
{\displaystyle 13_{8}=11_{10}\to 0564272135_{8}}
{\displaystyle 35_{8}=29_{10}\to 0215173454106475626043236713_{8}}
{\displaystyle 65_{8}=53_{10}\to 0115220717545336140465103476625570602324416373126743_{8}}
{\displaystyle 73_{8}=59_{10}\to 0105330745756511606404255436276724470320212661713735223415_{8}}
{\displaystyle 123_{8}=83_{10}\to 0061262710366576352321570224030531344173277165150674112014254562075537472464336045_{8}}
У дев'ятковій системі єдине циклічне число:
{\displaystyle 2_{9}=2_{10}\to 4_{9}}
В одинадцятковій системі 11: (послідовність A019339 з Онлайн енциклопедії послідовностей цілих чисел, OEIS)
{\displaystyle 2_{11}=2_{10}\to 5_{11}}
{\displaystyle 3_{11}=3_{10}\to 37_{11}}
{\displaystyle 12_{11}=13_{10}\to 093425A17685_{11}}
{\displaystyle 16_{11}=17_{10}\to 07132651A3978459_{11}}
{\displaystyle 21_{11}=23_{10}\to 05296243390A581486771A_{11}}
{\displaystyle 27_{11}=29_{10}\to 04199534608387A69115764A2723_{11}}
{\displaystyle 29_{11}=31_{10}\to 039A32146818574A71078964292536_{11}}
У дванадцятковій системі: (послідовність A019340 з Онлайн енциклопедії послідовностей цілих чисел, OEIS)
{\displaystyle 5_{12}=5_{10}\to 2497_{12}}
{\displaystyle 7_{12}=7_{10}\to 186A35_{12}}
{\displaystyle 15_{12}=17_{10}\to 08579214B36429A7_{12}}
{\displaystyle 27_{12}=31_{10}\to 0478AA093598166B74311B28623A55_{12}}
{\displaystyle 35_{12}=41_{10}\to 036190A653277397A9B4B85A2B15689448241207_{12}}
{\displaystyle 37_{12}=43_{10}\to 0342295A3AA730A068456B879926181148B1B53765_{12}}
{\displaystyle 45_{12}=53_{10}\to 02872B3A23205525A784640AA4B9349081989B6696143757B117_{12}}
У тринадцятковій системі: (послідовність A019341 з Онлайн енциклопедії послідовностей цілих чисел, OEIS)
{\displaystyle 2_{13}=2_{10}\to 6_{13}}
{\displaystyle 5_{13}=5_{10}\to 27A5_{13}}
{\displaystyle B_{13}=11_{10}\to 12495BA837_{13}}
{\displaystyle 16_{13}=19_{10}\to 08B82976AC414A3562_{13}}
{\displaystyle 25_{13}=31_{10}\to 055B42692C21347C7718A63A0AB985_{13}}
{\displaystyle 2B_{13}=37_{10}\to 0474BC3B3215368A25C85810919AB79642A7_{13}}
{\displaystyle 32_{13}=41_{10}\to 04177C08322B13645926C8B550C49AA1B96873A6_{13}}
У 14-ковій системі: (послідовність A019342 з Онлайн енциклопедії послідовностей цілих чисел, OEIS)
{\displaystyle 3_{14}=3_{10}\to 49_{14}}
{\displaystyle 13_{14}=17_{10}\to 0B75A9C4D2683419_{14}}
{\displaystyle 15_{14}=19_{10}\to 0A45C7522D398168BB_{14}}
{\displaystyle 19_{14}=23_{10}\to 0874391B7CAD569A4C2613_{14}}
{\displaystyle 21_{14}=29_{10}\to 06A89925B163C0D73544B82C7A1D_{14}}
{\displaystyle 3B_{14}=53_{10}\to 039AB8A075793610B146C21828DA43253D6864A7CD2C971BC5B5_{14}}
{\displaystyle 43_{14}=59_{10}\to 03471937B8ACB5659A2BC15D09D74DA96C4A62531287843B21C80D4069_{14}}
У 15-ковій системі: (послідовність A019343 з Онлайн енциклопедії послідовностей цілих чисел, OEIS)
{\displaystyle 2_{15}=2_{10}\to 7_{15}}
{\displaystyle D_{15}=13_{10}\to 124936DCA5B8_{15}}
{\displaystyle 14_{15}=19_{10}\to 0BC9718A3E3257D64B_{15}}
{\displaystyle 18_{15}=23_{10}\to 09BB1487291E533DA67C5D_{15}}
{\displaystyle 1E_{15}=29_{10}\to 07B5A528BD6ACDE73949C6318421_{15}}
{\displaystyle 27_{15}=37_{10}\to 061339AE2C87A8194CE8DBB540C26746D5A2_{15}}
{\displaystyle 2B_{15}=41_{10}\to 0574B51C68BA922DD80AE97A39D286345CC116E4_{15}}
У шістнадцятковій системі циклічних чисел немає.
У 17-ковій системі: (послідовність A019344 з Онлайн енциклопедії послідовностей цілих чисел, OEIS)
{\displaystyle 2_{17}=2_{10}\to 8_{17}}
{\displaystyle 3_{17}=3_{10}\to 5B_{17}}
{\displaystyle 5_{17}=5_{10}\to 36DA_{17}}
{\displaystyle 7_{17}=7_{10}\to 274E9C_{17}}
{\displaystyle B_{17}=11_{10}\to 194ADF7C63_{17}}
{\displaystyle 16_{17}=23_{10}\to 0C9A5F8ED52G476B1823BE_{17}}
{\displaystyle 1E_{17}=31_{10}\to 09583E469EDC11AG7B8D2CA7234FF6_{17}}
У 18-ковій системі: (послідовність A019345 з Онлайн енциклопедії послідовностей цілих чисел, OEIS)
{\displaystyle 5_{18}=5_{10}\to 3AE7_{18}}
{\displaystyle B_{18}=11_{10}\to 1B834H69ED_{18}}
{\displaystyle 1B_{18}=29_{10}\to 0B31F95A9GDAE4H6EG28C781463D_{18}}
{\displaystyle 21_{18}=37_{10}\to 08DB37565F184FA3G0H946EACBC2G9D27E1H_{18}}
{\displaystyle 27_{18}=43_{10}\to 079B57H2GD721C293DEBCHA86CA0F14AFG5F8E4365_{18}}
{\displaystyle 2H_{18}=53_{10}\to 0620C41682CG57EAFB3D4788EGHBFH5DGB9F51CA3726E4DA9931_{18}}
{\displaystyle 35_{18}=59_{10}\to 058F4A6CEBAC3BG30G89DD227GE0AHC92D7B53675E61EH19844FFA13H7_{18}}
У 19-ковій системі: (послідовність A019346 з Онлайн енциклопедії послідовностей цілих чисел, OEIS)
{\displaystyle 2_{19}=2_{10}\to 9_{19}}
{\displaystyle 7_{19}=7_{10}\to 2DAG58_{19}}
{\displaystyle B_{19}=11_{10}\to 1DFA6H538C_{19}}
{\displaystyle D_{19}=13_{10}\to 18EBD2HA475G_{19}}
{\displaystyle 14_{19}=23_{10}\to 0FD4291C784I35EG9H6BAE_{19}}
{\displaystyle 1A_{19}=29_{10}\to 0C89FDE7G73HD1I6A9354B2BF15H_{19}}
{\displaystyle 1I_{19}=37_{10}\to 09E73B5C631A52AEGHI94BF7D6CFH8DG8421_{19}}
У двадцятковій системі: (послідовність A019347 з Онлайн енциклопедії послідовностей цілих чисел, OEIS)
{\displaystyle 3_{20}=3_{10}\to 6D_{20}}
{\displaystyle D_{20}=13_{10}\to 1AF7DGI94C63_{20}}
{\displaystyle H_{20}=17_{10}\to 13ABF5HCIG984E27_{20}}
{\displaystyle 13_{20}=23_{10}\to 0H7GA8DI546J2C39B61EFD_{20}}
{\displaystyle 1H_{20}=37_{10}\to 0AG469EBHGF2E11C8CJ93FDA58234H5II7B7_{20}}
{\displaystyle 23_{20}=43_{10}\to 0960IC1H43E878GEHD9F6JADJ17I2FG5BCB3526A4D_{20}}
{\displaystyle 27_{20}=47_{10}\to 08A4522B15ACF67D3GBI5J2JB9FEHH8IE974DC6G381E0H_{20}}
У 21-ковій системі: (послідовність A019348 з Онлайн енциклопедії послідовностей цілих чисел, OEIS)
{\displaystyle 2_{21}=2_{10}\to A_{21}}
{\displaystyle J_{21}=19_{10}\to 1248HE7F9JIGC36D5B_{21}}
{\displaystyle 12_{21}=23_{10}\to 0J3DECG92FAK1H7684BI5A_{21}}
{\displaystyle 18_{21}=29_{10}\to 0F475198EA2IH7K5GDFJBC6AI23D_{21}}
{\displaystyle 1A_{21}=31_{10}\to 0E4FC4179A382EIK6G58GJDBAHCI62_{21}}
{\displaystyle 2B_{21}=53_{10}\to 086F9AEDI4FHH927J8F13K47B1KCE5BA672G533BID1C5JH0GD9J_{21}}
{\displaystyle 38_{21}=71_{10}\to 06493BB50C8I721A13HFE42K27EA785J4F7KEGBH99FK8C2DIJAJH356GI0ID6ADCF1G5D_{21}}
У 22-ковій системі: (послідовність A019349 з Онлайн енциклопедії послідовностей цілих чисел, OEIS)
{\displaystyle 5_{22}=5_{10}\to 48HD_{22}}
{\displaystyle H_{22}=17_{10}\to 16A7GI2CKFBE53J9_{22}}
{\displaystyle J_{22}=19_{10}\to 13A95H826KIBCG4DJF_{22}}
{\displaystyle 19_{22}=31_{10}\to 0FDAE45EJJ3C194L68B7HG722I9KCH_{22}}
{\displaystyle 1F_{22}=37_{10}\to 0D1H57G143CAFA2872L8K4GE5KHI9B6BJDEJ_{22}}
{\displaystyle 1J_{22}=41_{10}\to 0BHFC7B5JIH3GDKK8CJ6LA469EAG234I5811D92F_{22}}
{\displaystyle 23_{22}=47_{10}\to 0A6C3G897L18JEB5361J44ELBF9I5DCE0KD27AGIFK2HH7_{22}}
У 23-ковій системі: (послідовність A019350 з Онлайн енциклопедії послідовностей цілих чисел, OEIS)
{\displaystyle 2_{23}=2_{10}\to B_{23}}
{\displaystyle 3_{23}=3_{10}\to 7F_{23}}
{\displaystyle 5_{23}=5_{10}\to 4DI9_{23}}
{\displaystyle H_{23}=17_{10}\to 182G59AILEK6HDC4_{23}}
{\displaystyle 21_{23}=47_{10}\to 0B5K1AHE496JD4KCGEFF3L0MBH2LC58IDG39I2A6877J1M_{23}}
{\displaystyle 2D_{23}=59_{10}\to 08M51CJK65AC1LJ27I79846E9H3BFME0HLA32GHCAL13KF4FDEIG8D5JB7_{23}}
{\displaystyle 3K_{23}=89_{10}\to 05LG6ADG0BK9CL4910HJ2J8I21CF5FHD4327B8C3864EMH16GC96MB2DA1IDLM53K3E4KLA7H759IJKFBEAJEGI8_{23}}
У 24-ковій системі: (послідовність A019351 з Онлайн енциклопедії послідовностей цілих чисел, OEIS)
{\displaystyle 7_{24}=7_{10}\to 3A6KDH_{24}}
{\displaystyle B_{24}=11_{10}\to 248HALJF6D_{24}}
{\displaystyle D_{24}=13_{10}\to 1L795CM3GEIB_{24}}
{\displaystyle H_{24}=17_{10}\to 19L45FCGME2JI8B7_{24}}
{\displaystyle 17_{24}=31_{10}\to 0IDMAK327HJ8C96N5A1D3KLG64FBEH_{24}}
{\displaystyle 1D_{24}=37_{10}\to 0FDEM1735K2E6BG54CN8A91MGKI3L9HC7IJB_{24}}
{\displaystyle 1H_{24}=41_{10}\to 0E14284G98IHDB2M5KBGN9MJLFJ7EF56ACL1I3C7_{24}}
У 25-ковій системі єдине циклічне число:
{\displaystyle 2_{25}=2_{10}\to C_{25}}
Зауважимо, що для трійкової основи ({\displaystyle b=3}) випадок {\displaystyle p=2} дає 1, що за правилами не є циклічним числом (тривіальний випадок, одна цифра). Тут же цей випадок наведено для повноти теорії, що всі числа отримуються таким способом.
Можна показати, що циклічних чисел (відмінних від тривіальних випадків із однією цифрою) не існує в системах числення з квадратною основою, тобто з основами 4, 9, 16, 25 і т. д.